# Acrometa
Acrometa és un gènere fòssil d'aranyes araneomorfes de la família dels sinotàxids (Synotaxidae). Fou descrit per A. I. Petrunkevitch l'any 1942.

## Distribució
Les espècies d'aquest gènere s'han descobert en l'ambre a Europa, la majoria a la mar Bàltica (ambre bàltic). Daten del Paleogen.

## Taxonomia
Segons el World Spider Catalog versió 19.0 (2018), existeixen les següents espècies fòssils:
- Acrometa clava Wunderlich, 2004
- Acrometa cristata Petrunkevitch, 1942
- Acrometa eichmanni Wunderlich, 2004
- Acrometa incidens Wunderlich, 2004
- Acrometa minutum (Petrunkevitch, 1942)
- Acrometa pala Wunderlich, 2004
- Acrometa pseudorobusta Dunlop & Jekel, 2009
- Acrometa robusta (Petrunkevitch, 1942)
- Acrometa samlandica (Petrunkevitch, 1942)
- Acrometa setosus (Petrunkevitch, 1942)
- Acrometa succini Petrunkevitch, 1942